# Wapen van Botswana

Wapen van Botswana

Het wapen van Botswana werd aangenomen op 25 januari 1966. De in het wapen dominante kleuren zijn blauw, wit en zwart; deze komen ook op de vlag van Botswana voor.
Het centrale schild wordt vastgehouden door twee zebra's. De linker zebra draagt een stuk ivoor, de rechter een stengel sorghum. Het schild toont drie tandwielen die de industrie symboliseren. Daaronder staan drie blauwe golvende lijnen als symbolen voor water, dat in het droge Botswana zeer belangrijk is. Ook de tekst op het blauwe lint verwijst naar water: het nationale motto Pula betekent in het Tswana "Laat het regenen". Onder in het schild staat een stierenkop, die staat voor het belang van de veeteelt voor het land.
Algerije · Angola · Benin · Botswana · Burkina Faso · Burundi · Centraal-Afrikaanse Republiek · Comoren · Congo-Brazzaville · Congo-Kinshasa · Djibouti · Egypte · Equatoriaal-Guinea · Eritrea · Ethiopië · Gabon · Gambia · Ghana · Guinee · Guinee-Bissau · Ivoorkust · Kaapverdië · Kameroen · Kenia · Lesotho · Liberia · Libië · Madagaskar · Malawi · Mali · Marokko · Mauritanië · Mauritius · Mozambique · Namibië · Niger · Nigeria · Oeganda · Rwanda · Sao Tomé en Principe · Senegal · Seychellen · Sierra Leone · Soedan · Somalië · Swaziland · Tanzania · Togo · Tsjaad · Tunesië · Westelijke Sahara · Zambia · Zimbabwe · Zuid-Afrika · Zuid-Soedan
Afhankelijke gebieden:
Brits Territorium in de Indische Oceaan · Canarische Eilanden · Ceuta · Melilla · Madeira · Mayotte · Réunion · Sint-Helena · Tristan da Cunha